# Soledad Marcó
Soledad Marcó (Buenos Aires, Argentina, ¿? - ibídem, 2012) fue una actriz cinematográfica, teatral y televisiva argentina.

## Carrera
Marcó fue una distinguida actriz que se inició hacia fines de la década de 1930. Incursionó ampliamente durante la época dorada del cine argentino junto a destacadas figuras de la escena nacional como Héctor Quintanilla, Delia Garcés, George Rigaud, Orestes Caviglia, Amanda Ledesma, Osvaldo Miranda, Carlos Morganti, Alita Román, Billy Days, Sebastián Chiola, Regina Laval y Chela Alvarado, entre otras.
Inició su carrera con el nombre de Elena Marcó hasta que en 1948 decidió cambiarlo por el de Soledad, con el que se hizo muy conocida en telenovelas y teleteatros escritos por Celia Alcántara durante las décadas de 1970 y 1980.
En teatro tuvo especial lucimiento en las obras "Presidio" (1946), "Los árboles mueren de pie" (1949) y "Esquina peligrosa" (1957).
Se destacó especialmente por su personaje de Herminia, el ama de llaves de la telenovela "Amada", protagonizada por Libertad Lamarque, en 1983.
En 1997, Marcó recibió el Premio Podestá a la Trayectoria.

## Filmografía
- 1939: Atorrante
- 1939: Nativa
- 1939: Y los sueños pasan
- 1940: Encadenado
- 1942: Mañana me suicido[2]
- 1942: La casa de los millones
- 1943: El sillón y la gran duquesa
- 1943: Casa de muñecas
- 1946: La honra de los hombres
- 1946: Las tres ratas
- 1948: Por ellos, todo
- 1948: La locura de don Juan
- 1950: El cielo en las manos
- 1968: Maternidad sin hombres[3]

## Televisión
- 1952: El caso de los cuatro sospechosos, de Josephine Bernard, junto a Alma Vélez, Enrique Fava y Rodolfo López Ervila.
- 1973: Jugar a morir
- 1973: Y… ellos visten de negro
- 1974: El poeta del amor y la muerte trabajó con Horacio Delfino, Elba Mania, Pilar Santaularia y Adolfo Linvel.[4]
- 1978: La mujer frente al amor
- 1983: Amada, como "Herminia", la ama de llaves de Libertad Lamarque.
- 1985: Bárbara Narváez
- 1989: El regreso de Rafael Heredia, gitano[5]

## Teatro
- Si Eva se hubiera vestido (1944), junto a la Compañía Nacional de Gloria Guzmán- Enrique Serrano - Juan Carlos Thorry.
- Rodríguez (Supernumerario) (1945), con la Compañía Nacional de Comedia de Pepe Arias. Estrenada en el Teatro Artigas de Uruguay.
- Presidio (1946)
- Los árboles mueren de pie (1949)
- Esquina peligrosa (1957)

## Homenajes
En 1997, en un Homenaje en el Día del Actor, se la distinguió en los Premios Podestá  por sus 50 años de carrera.